# Plan Bermudas
El Plan Bermudas (también llamado Plan Bermuda, nombre basado en el juego de palabras «ver muda [a la prensa]») es un plan conspiratorio gestado durante el gobierno de Alberto Fujimori como una manera de deshacerse de los periodistas opositores al régimen fujimorista; de los que César Hildebrandt, considerado como uno de los más emblemáticos y posteriormente influyente en el periodismo, era el más destacado. Fue confirmado por Leonor La Rosa, cuyos documentos fueron descubiertos por el periodista Edmundo Cruz, así como por otros periodistas independientes.

## Pruebas
El texto del documento al que se le atribuye la prueba de la existencia de dicho plan, se encuentra en formato militar y tenía textualmente el objetivo de:
"[...] detectar filtraciones de informaciones de seguridad que están siendo alcanzadas a los hombres de prensa, publicaciones que desprestigian a las gloriosas fuerzas armadas. Hay que detener ahora esta amenaza latente, detener a como dé lugar. Por todo ello se autoriza la intercepción telefónica, el rastreo, reglaje y todas las acciones tendientes a imponer la autoridad".[cita requerida]
De la fecha atribuida a dicho documento, se deduce que las "informaciones de seguridad" a la que tenían acceso los "hombres de prensa" eran escándalos relacionados con decisiones irregulares de compras de armamento chatarra; denuncias de corrupción que implicaban directamente a los principales funcionarios del régimen fujimorista; acusaciones de vínculos del asesor presidencial, Vladimiro Montesinos Torres, con el narcotráfico; entre otros.
También se atribuye a otros planes relacionados como Plan Narval y El Pino para amordazar a la prensa desde los canales de televisión privados.

## Desenlace
Cuando los periodistas perjudicados investigaron y denunciaron este plan -que incluían ataques físicos contra los periodistas más independientes- a través de las noticias de primera plana, el gobierno respondió a las acusaciones desmintiéndolas y calificándolas de un invento de los periodistas opositores.

Primero fue un atentado contra una planta retransmisora de un canal de TV que transmitía un programa independiente de investigación periodística.

Luego vivimos un corto período de violencia. Primero fue un periodista golpeado en un extraño incidente callejero. Unos hombres bajaron de un vehículo y sin razón aparente lo golpearon hasta dejarlo sangrante en medio de la calle. Otro parlamentario opositor y vinculado a organizaciones de DDHH perdió su auto en un robo. Lo extraño es que el carro en vez de ser comercializado, fue quemado hasta dejarlo en unos cuantos fierros retorcidos.

Mi secuestro en también extrañas circunstancias completó lo que parecía el cuadro de amedrentamiento delineado en el plan militar.

Pocas semanas después, el director del programa independiente de TV cuya planta retransmisora sufrió el atentado, denunció haber desbaratado un plan para matarlo. La agente de inteligencia encargada de seguirlo se le acercó y le salvó la vida. Ella fue salvajemente golpeada y ha perdido todo el control psicomotor. Actualmente es una refugiada política en Suecia y se apresta a retornar al país.

La supuesta denunciante del Plan Bermuda también fue detectada. Mariela Barreto, otra agente de inteligencia que al parecer entregaba información a los periodistas, fue salvajemente descuartizada. Su cabeza jamás ha aparecido.

Tras el fallo del plan Bermuda original, se comenzó con una nueva política que era el chantaje y soborno a los dueños de los medios de comunicación a fin de controlar sus líneas editoriales, hecho demostrado al desatarse el escándalo de los vladivideos.